# Naughty Mokoena
William "Naughty" Mokoena (Johannesburg, 1973. május 31. –), Dél-afrikai válogatott labdarúgó.
A Dél-afrikai Köztársaság válogatott tagjaként részt vett az 1998-as világbajnokságon.